# Aneurin Bevan
Aneurin Bevan (Tredegar, 1897. november 15. – London, 1960. július 6.) brit munkáspárti politikus. Leginkább arról ismert hogy 1948-ban ő szervezte meg hazája egészségügyi szolgálatát.

## Élete
A szocialista meggyőződésű Bevan volt 1926-ban a welsi bányászok általános sztrájkjának  vezére. 1929-ben lett a Független Munkáspárt jelöltjeként a dél-waelsi Ebbw Vale képviselője. Később a mérsékeltebb nézeteket valló Munkáspártba lépett át, de baloldali nézeteiért és szenvedélyességéért mindig is lázadó alkatnak tartották. Kitűnő szónok volt, egyike a Winston Churchill legádázabb bírálóinak a II. világháború alatt. Az 1945-ben megalakult munkáspárti kormányában Bevan kapta az egészségügyi miniszteri tárcát azzal a feladattal, hogy szervezze meg a mindenkinek ingyenes orvosi ellátást biztosító közegészségügyi szolgálatot. 1951-ben munkaügyi miniszter lett, de lemondott, amikor a kormány be akarta vezetni a térítést bizonyos orvosi szolgáltatásokért. Nem sokkal ezután alakult meg Munkáspárton belül a „bevanisták” csoportja. Bevannek sok konfliktusa volt még elvtársaival is, mégis a párt alvezérévé választották 1959-ben.